# Bombus impetuosus
Bombus impetuosus là một loài Hymenoptera trong họ Apidae. Loài này được Smith mô tả khoa học năm 1871.